# Louis-Zéphirin Gauthier
Louis-Zéphirin Gauthier (né à Saint-Barthélemy le 25 août 1842 – mort à Outremont le 24 décembre 1922) était un architecte et sculpteur canadien français.

## Biographie
Né à Saint-Barthélemy (Québec) en 1842, Louis-Zéphirin Gauthier est l'un des fils du sculpteur et architecte Amable Gauthier et d'Euphrosine Gendro.

## Œuvres
- Édifice Gilles-Hocquart
- Église Saint-Viateur d'Outremont
- Église Saint-François-Xavier de Saint-François-du-Lac
- Église de La Présentation-de-la-Sainte-Vierge
- Église de la Purification-de-la-Bienheureuse-Vierge-Marie
- Église de Saint-François-du-Lac
- Église de Saint-Jean-Baptiste
- Église de Saint-Pierre
- Église de Sainte-Agathe
- Noyau institutionnel de Saint-Pierre-de-Véronne
- Ancien presbytère de Notre-Dame-de-Grâce
- Église de l'Immaculée-Conception
- Église Notre-Dame-des-Sept-Douleurs
- L'immeuble de l'Institut des sourds-muets
- Notre-Dame-de-Grâce (à Hull)
- Saint-Joseph (à Ottawa)
- Saint-Victor (à Alfred, en Ontario)
- Église d'Embrun, de Vankleek Hill (Ontario)
- Église d'Hawkesbury (Ontario)
- Église de Casselman (Ontario)
- Église de Rockland (Ontario)
- Église d'Aylmer
- Église de Chapeau
- Église de Grenville